# الاید کورپوریشن
آلاید کورپوریشن (انگلیسی: Allied Corporation) شرکت صنایع شیمیایی آمریکایی است، که در سال ۱۹۲۰ توسط یوجین میر تأسیس شد.